# 13993 Clemenssimmer
13993 Clemenssimmer eller 1993 FN9 är en asteroid i huvudbältet som upptäcktes den 17 mars 1993 av UESAC vid La Silla-observatoriet. Den är uppkallad efter den tyske meteorologen Clemens Simmer.
Asteroiden har en diameter på ungefär 3 kilometer.